# 88 f.Kr.
| 88 f.Kr.           |
| ------------------ |
| Dødsfald - Fødsler |
|                    |

## Begivenheder
Sulla sejrer over forbundsfællerne.
Sulla marcherer mod Rom og får Gaius Marius til at flygte
1. Mitradates-krig begynder.